# Thrash metal
Thrash metal là một nhánh chính của heavy metal có đặc điểm là nhịp rất nhanh và kích động. Chất nhạc của thrash metal thường sử dụng những riff guitar khoảng âm thấp và đánh nhanh, phủ lên đó là những âm thanh kiểu shredding của guitar lead. Lời của những bài hát thường phản ánh các vấn đề xã hội bằng cách sử dụng ngôn ngữ trực tiếp và có tính buộc tội. Tứ trụ của dòng nhạc thrash metal là các ban Anthrax, Megadeth, Metallica và Slayer, là những ban đã tạo ra và phát triển thể loại này vào đầu những năm 1980.
Nguồn gốc của thrash metal bắt đầu từ cuối những năm 1970 và đầu những năm 1980, khi một số ban nhạc kết hợp kiểu đánh trống hardcore punk với phong cách guitar của New Wave of British Heavy Metal (NWOBHM), tạo ra một thể loại mới và phát triển thành một phong trào riêng biệt từ punk rock và hardcore punk.

## Đặc điểm âm nhạc
Thrash metal nói chung có tốc độ nhanh, khoảng âm thấp, riff guitar phức tạp, những đoạn guitar solo sử dụng các khoảng âm cao, trống dùng bàn đạp kép. Vocal có thể hát theo giai điệu hoặc gào.
Phần lớn các đoạn guitar solo được chơi ở tốc độ cao, thường đặc trưng bởi các kỹ thuật shredding, sweep picking, legato phrasing, alternate picking, reo dây bằng phím (tremolo), bỏ dây, và tapping 2 tay. Guitar lead thường chịu ảnh hưởng của dòng NWOBHM.
Các riff của thrash metal thường sử dụng âm giai nửa cung (chromatic), quãng tam cung (tritone) và các quãng thiếu. Ví dụ đoạn riff mở đầu bài "Master of Puppets" của Metallica bao gồm đoạn xuống sử dụng âm giai nửa cung, sau đó là đoạn lên lại sử dụng quãng tam cung. Rhythm guitar thường dùng lòng bàn tay để bịt dây (palm muting) và quạt phím hướng từ trên xuống (down picking) để tạo thành các tiếng như máy nổ, và sử dụng các kỹ thuật âm nền để tạo ra những âm thanh đặc trưng của thrash.
Thrash có xu hướng làm cho người nghe cảm thấy tốc độ đánh tăng theo thời gian phần lớn là do phong cách gõ hung hăng của trống. Trống thường sử dụng hai trống bass, hoặc bàn đạp đôi để tạo tiếng bass liên tục không ngớt. Chũm chọe thường được dùng để chuyển từ đoạn riff này sang đoạn riff khác hoặc báo trước để tăng nhịp độ.
Để theo kịp các nhạc cụ trên, rất nhiều tay đánh guitar bass đã sử dụng phím để đánh, tuy nhiên, một vài người vẫn dùng ngón để chơi, ví dụ như Frank Bello, Greg Christian, Steve DiGiorgio, Robert Trujillo và Cliff Burton. Một vài tay bass chỉnh biến âm (effect) tiếng distortion, đơn cử như Burton của Metallica và Lemmy của Motörhead.
Chủ đề ca từ trong thrash metal bao gồm sự cô lập, bệnh tâm thần, tham nhũng, bất công, ma túy, tự sát, giết người, chiến tranh, và các tệ nạn gây đau khổ cho con người và xã hội. Đôi khi cũng có sự hài hước và mỉa mai, nhưng nó không phổ biến.

### Nguồn gốc

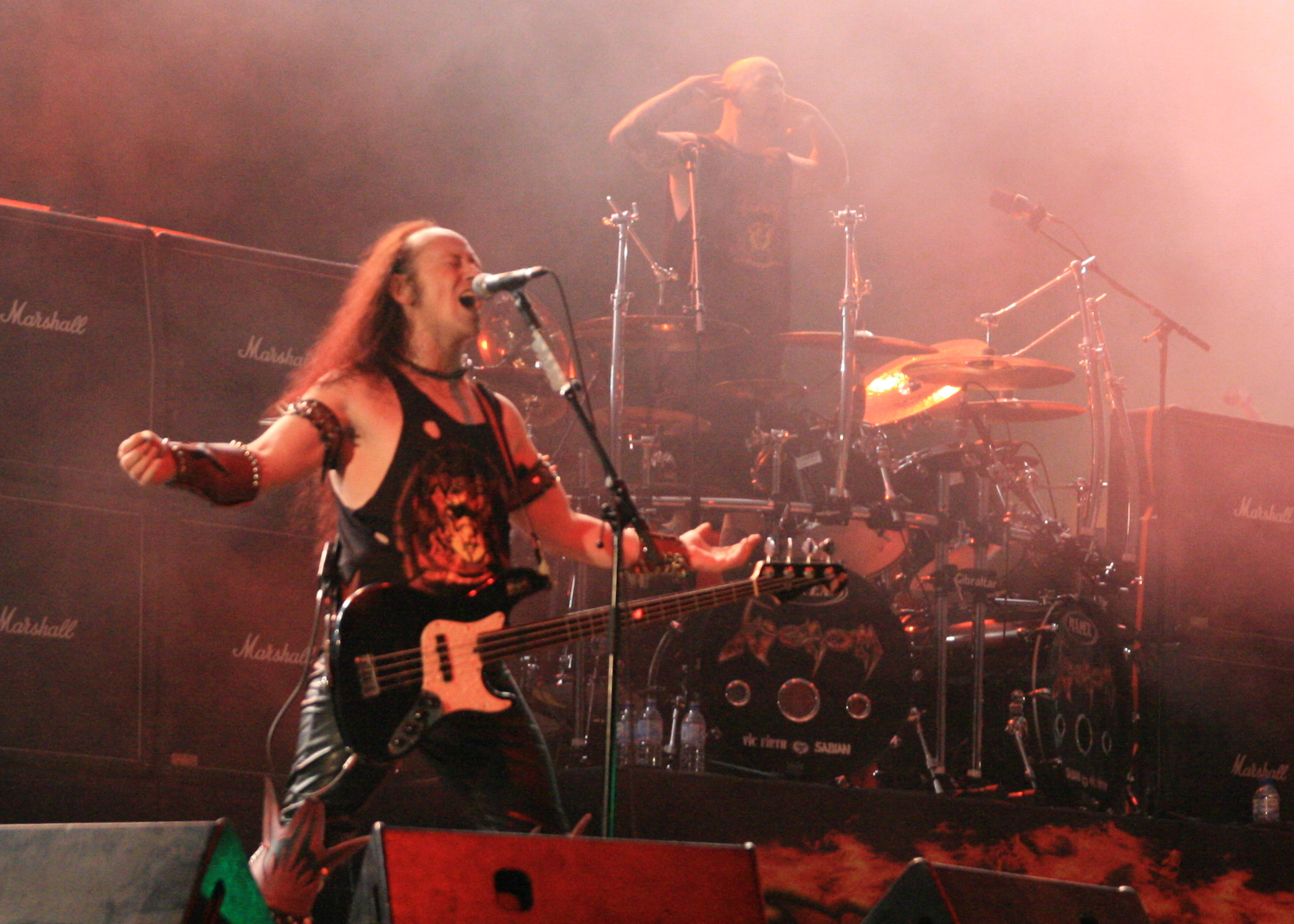
Ban Venom biểu diễn với chất nhạc thrash metal

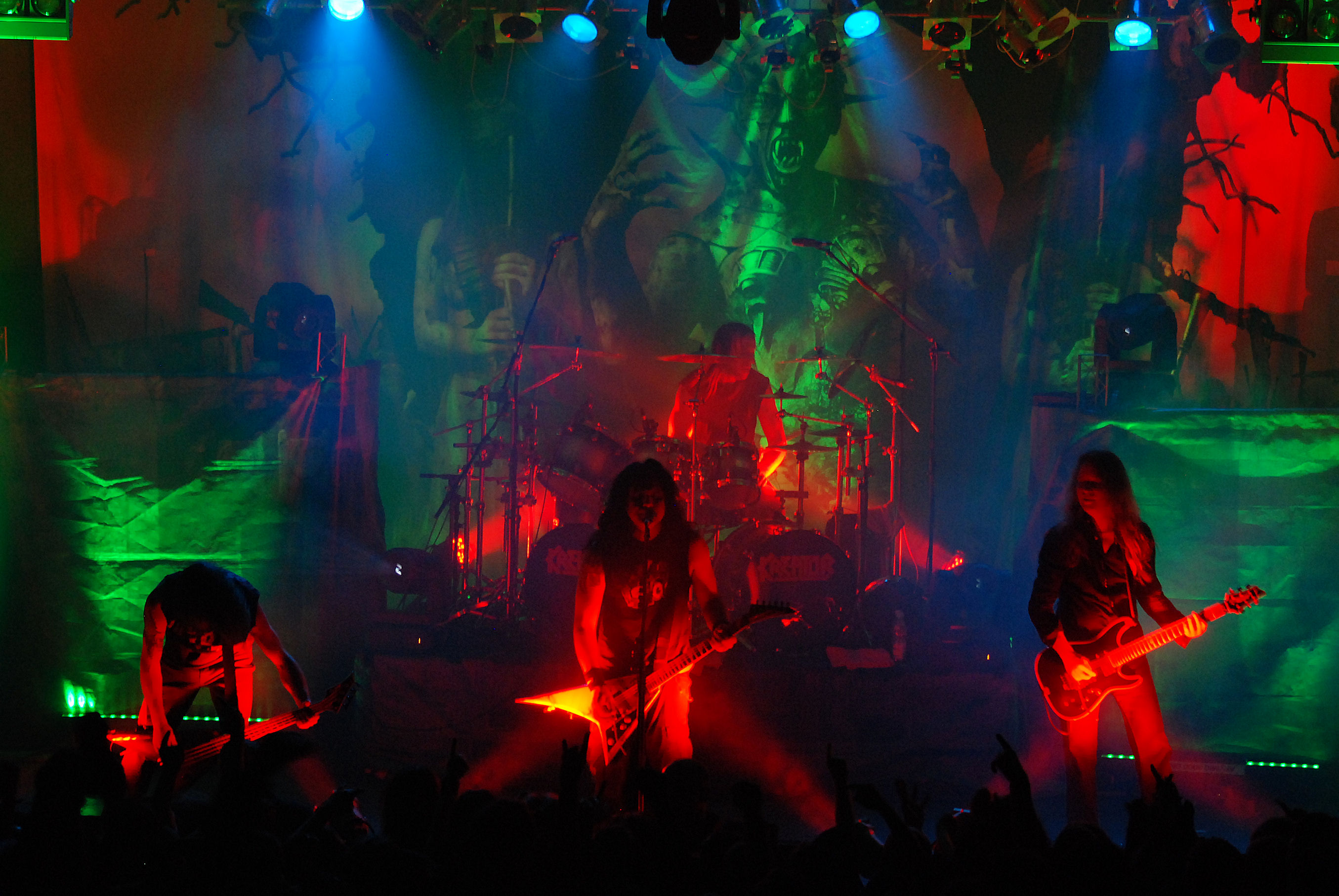
Kreator

### Giữa thập niên 1980

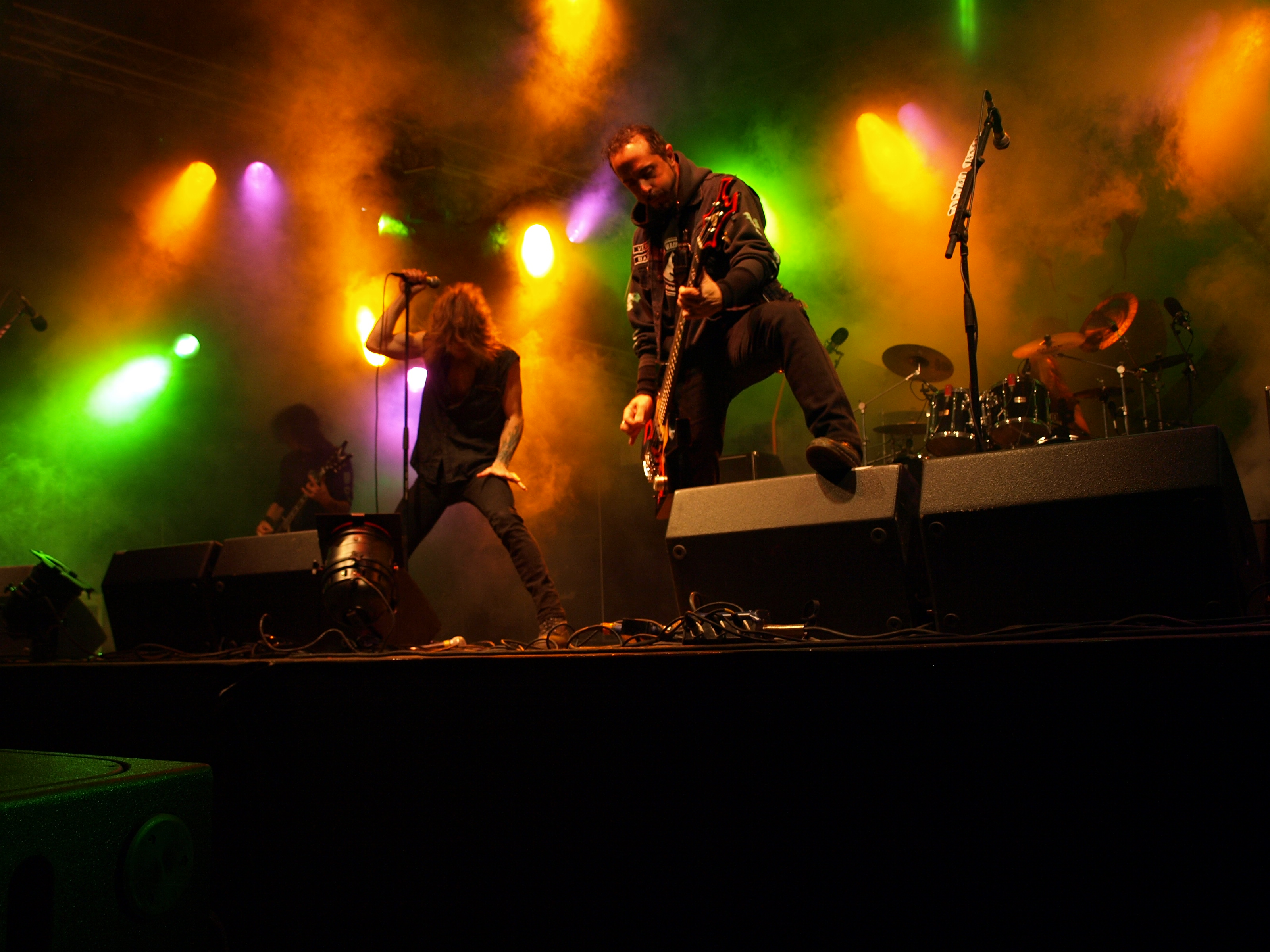
Overkill

### Cuối thập niên 1980

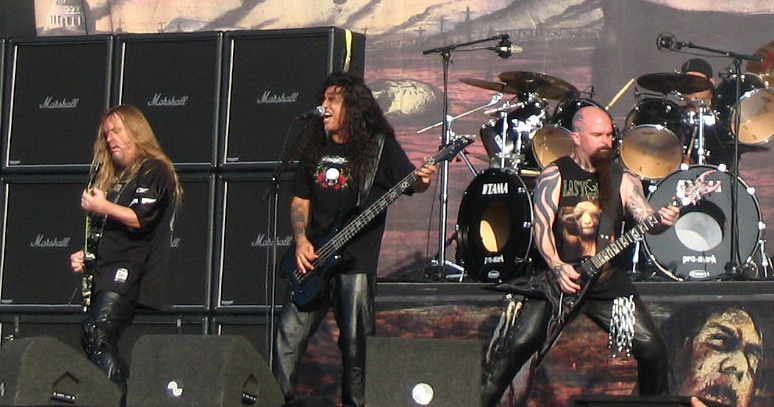
Slayer, một trong "tứ trụ" của thrash metal.

### Thập niên 1990

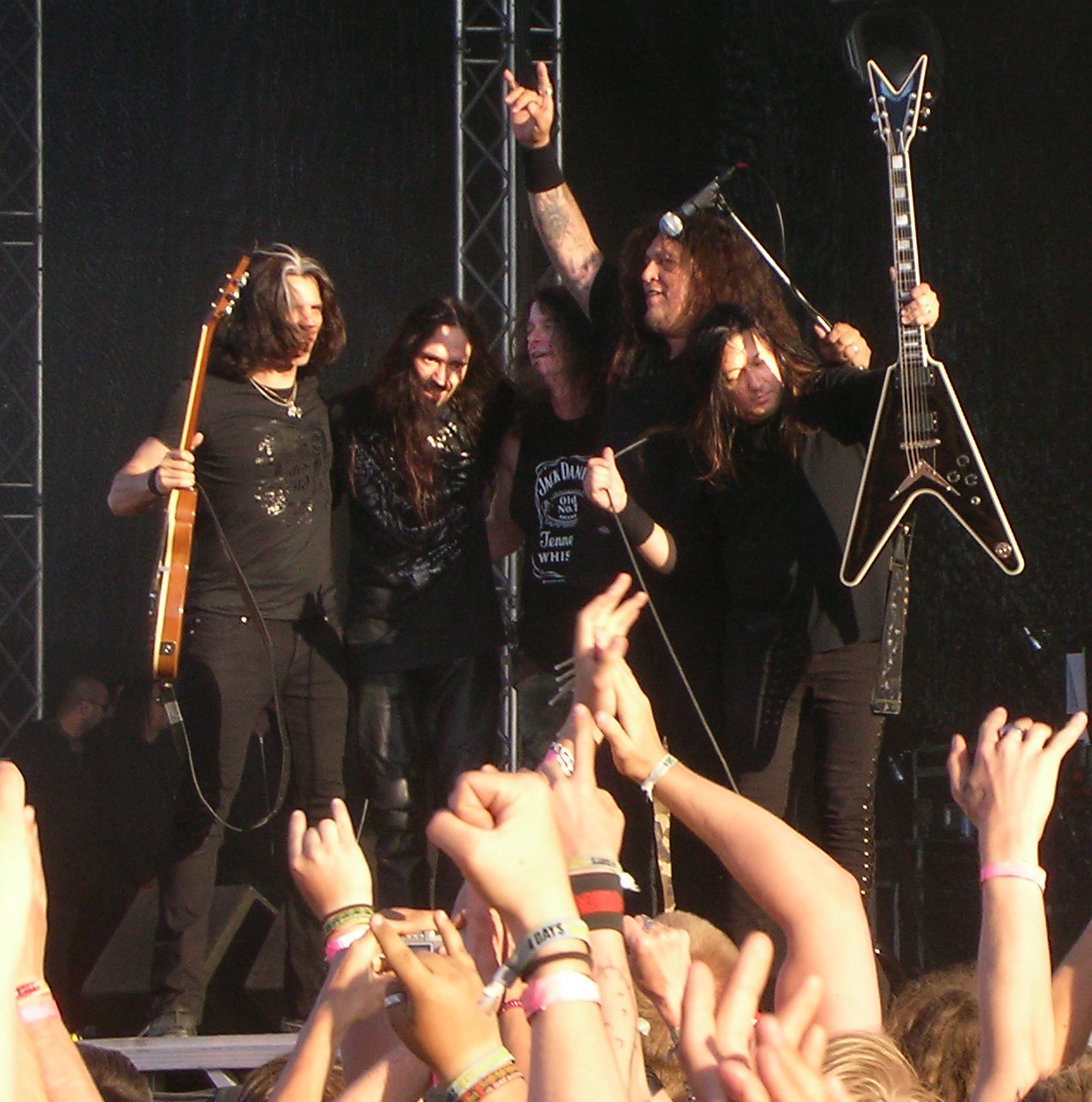
Testament tại Sweden Rock Festival, 2008

### Tình hình hiện nay (những năm 2000)

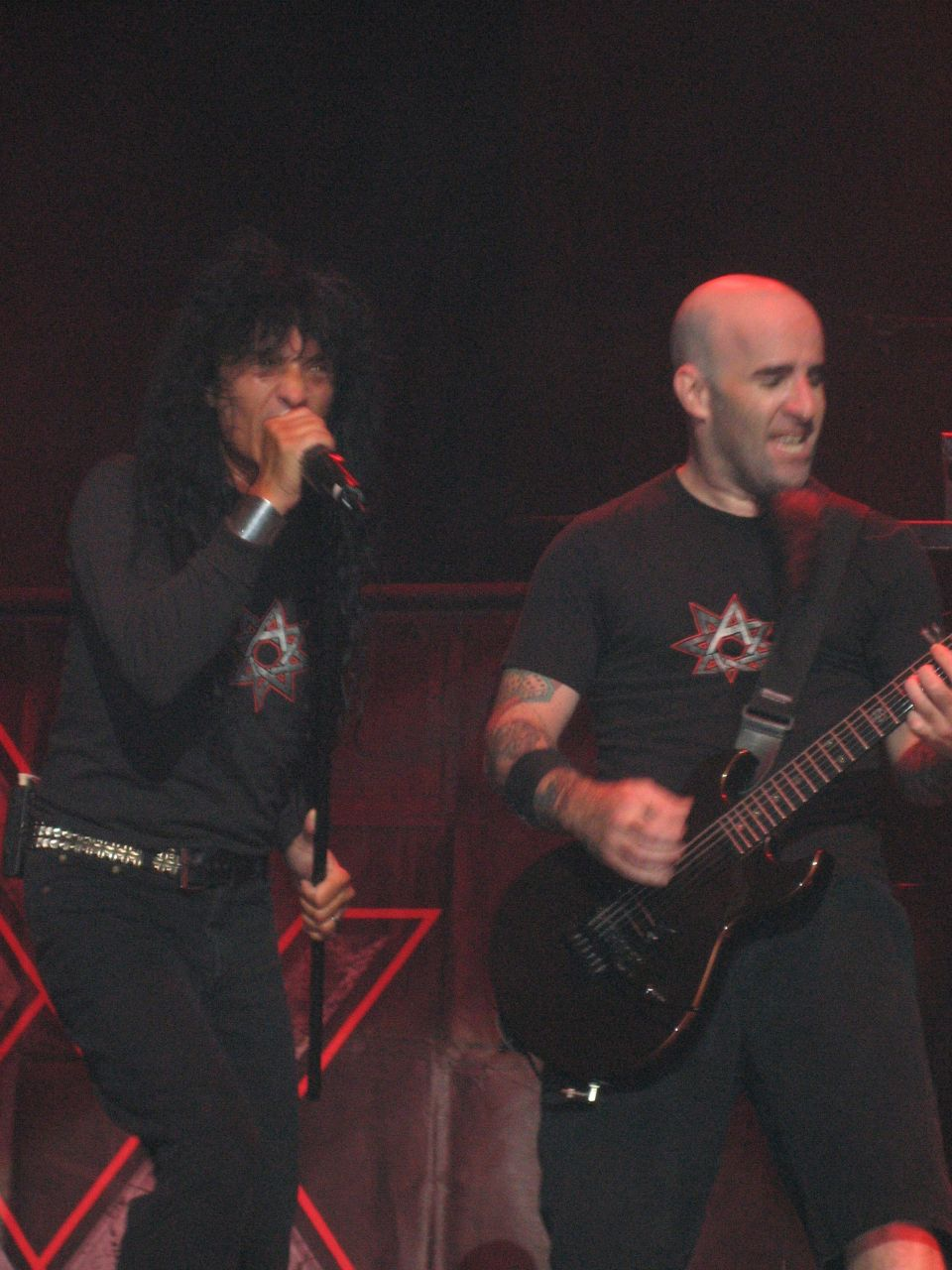
Anthrax tại 1 buổi diễn năm 2005

## Bối cảnh khu vực

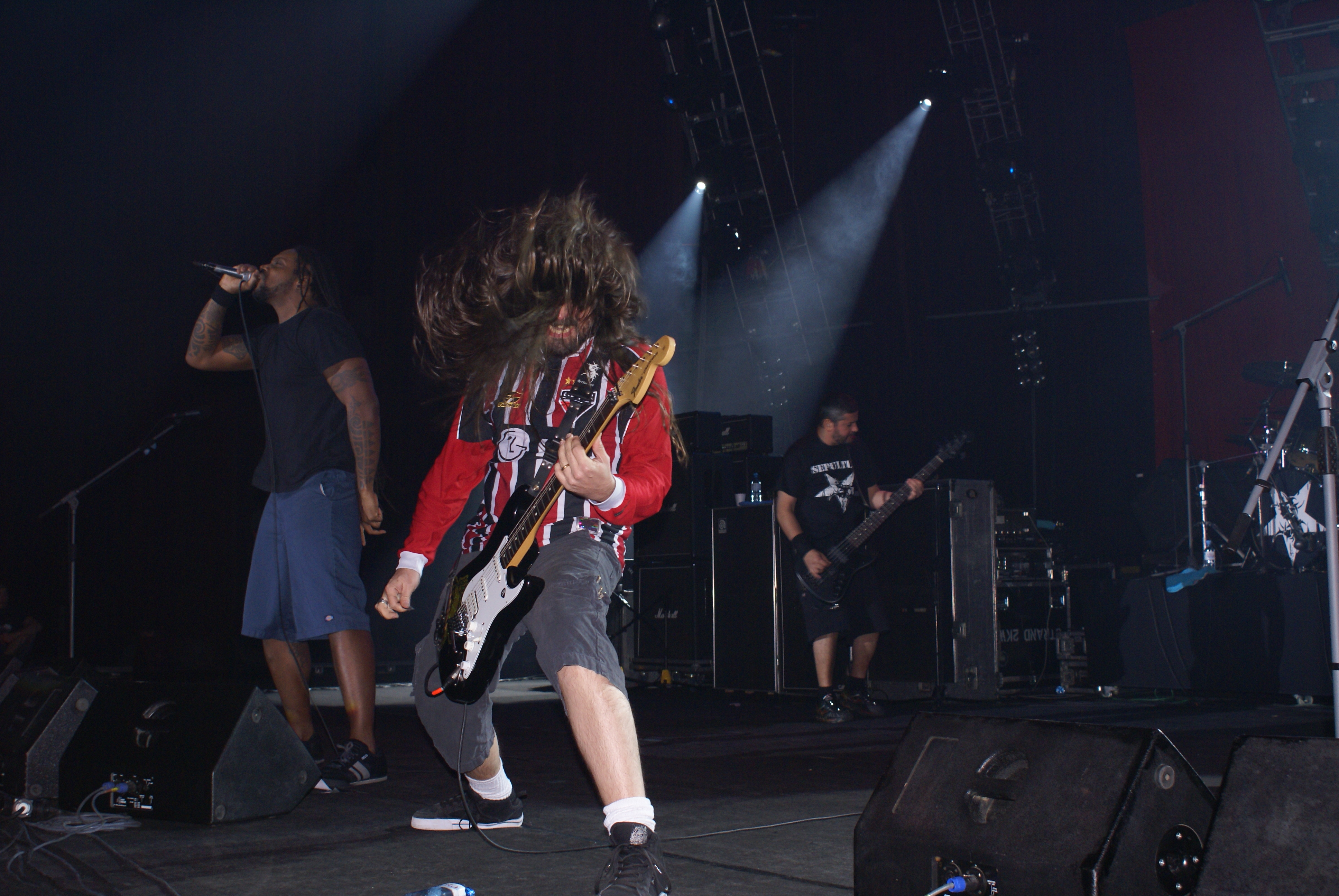
Sepultura, một ban quan trọng của thrash metal ở Brasil

## Lịch sử